# Mäusejagd
Mäusejagd (orig. Mouse Hunt) ist eine US-amerikanische Filmkomödie von Gore Verbinski aus dem Jahr 1997. Sie wurde von DreamWorks SKG produziert und in Kalifornien gedreht.

## Handlung
Die Brüder Ernest und Lars Smuntz erben nach dem Tod ihres Vaters sowohl ein altes Haus als auch eine heruntergekommene Garnfabrik, die kurz vor dem Ruin steht, so dass sie dringend an Geld kommen müssen. Die Brüder finden heraus, dass das von ihnen geerbte Haus aus dem Jahr 1876 von dem berühmten Architekten Charles Lyle LaRue entworfen wurde und deshalb sehr wertvoll ist. Beide sehen darin den Weg aus ihren Geldsorgen. Sie stellen auch fest, dass im Haus eine Maus lebt, und wollen diese loswerden.
Da herkömmliche Mäusefallen nichts auszurichten scheinen (während sie die Fallen bestücken, stiehlt die Maus den ganzen Käselaib), versuchen Ernest und Lars es erst mit einer Katze, dann beauftragen sie den Kammerjäger Cäsar, die Maus zu töten. Sowohl die Katze als auch Cäsar scheitern jedoch und hinterlassen dabei immense Zerstörungen. Nach zahlreichen ebenso spektakulären wie vergeblichen Versuchen, sich der Maus zu entledigen, darunter schließlich sogar den Einsatz einer Flinte, geraten die mittlerweile aus verschiedenen Gründen gestressten Brüder miteinander in Streit, wobei Lars die Maus zufällig mit einem Obststück trifft. Weder Ernest noch Lars bringen es fertig, die bewusstlose Maus zu erschlagen. Sie stecken sie in ein Paket und schicken die Maus an Fidel Castro. In Kuba stellt sich jedoch heraus, dass das Paket nicht ausreichend frankiert wurde. Es wird zurückgeschickt.
Vor der Auktion bietet ein Mann für das Haus 10 Millionen US-Dollar, aber das Angebot wird abgelehnt. Während der Auktion taucht die Maus wieder auf. Die Brüder wollen sie mit Wasser aus dem Haus vertreiben und überfluten den Raum, in dem die Auktion stattfindet. Die Auktion wird abgebrochen, das Haus bricht später zusammen.
Die nun verschuldeten und obdachlosen Brüder fahren in die Garnfabrik, das Letzte, was ihnen geblieben ist, merken aber nicht, dass die Maus ihnen folgt. Während sie sich nun im Büro ihres Vaters der Verzweiflung hingeben, stiehlt die Maus wieder Käse; anstatt ihn zu essen, benutzt sie jedoch die Fabrik, um essbares Garn aus Käse herzustellen. Dank dieses neuen Produkts ist die Fabrik gerettet, Ernest und Lars arrangieren sich mit der Maus, die sich künftig in der Qualitätskontrolle betätigt.

## Besetzung & Synchronisation
| Rolle           | Darsteller/in      | Synchronsprecher/in     |
| --------------- | ------------------ | ----------------------- |
| Ernest Smuntz   | Nathan Lane        | Lutz Mackensy           |
| Lars Smuntz     | Lee Evans          | Johannes Berenz         |
| April Smuntz    | Vicki Lewis        | Liane Rudolph           |
| Alexander Falko | Maury Chaykin      | Helmut Krauss           |
| Cäsar           | Christopher Walken | Frank Glaubrecht        |
| Anwalt          | Eric Christmas     | Friedrich W. Bauschulte |
| Quincy Thorpe   | Michael Jeter      | Eberhard Prüter         |
| Smuntz sen.     | William Hickey     | Helmut Heyne            |

## Rezeption
James Berardinelli fand nur wenig Lobenswertes. Die Figuren blieben dem Publikum fremd, aber zumindest seien die Spezialeffekte effektiv.

„Ein stilvoller, grundehrlicher Unterhaltungsfilm für Kinder, der erfolgreich die Verfolgungsdramaturgien des Trickfilms in den Realfilm überführt.“

## Auszeichnungen
- Nominierung für den Saturn Award im Jahr 1998 als „bester Fantasyfilm“.
- Key Art Award im Jahr 1998.
- Nominierung für den Kids’ Choice Award für den Charakter der Maus im Jahr 1998.
- World Animation Celebration Award im Jahr 1998 für die Computeranimationen.